# 3904 Honda
3904 Honda (1988 DQ) là một tiểu hành tinh vành đai chính được phát hiện ngày 22 tháng 2 năm 1988 bởi McNaught, R. H. ở Siding Spring.
The asteroid is named after, Minoru Honda.